# Tairua
Tairua è una località balneare situata sulla costa orientale della penisola di Coromandel sull'Isola del Nord della Nuova Zelanda. Si trova alla foce del fiume Tairua sulla sua sponda nord e sulla piccola penisola di Paku. La popolazione era di 1 227 abitanti al censimento del 2013, in calo di 42 rispetto al 2006. Tairua è un nome māori che significa "due (rua) maree (tai)".

## Geografia fisica
Direttamente di fronte a Tairua, sulla riva sud dell'estuario del fiume, si trova il più piccolo insediamento di Pauanui. I due insediamenti gemelli si trovano a 30 chilometri a est di Thames, anche se la città ha collegamenti più rapidi con la non lontana località balneare di Whangamata. Diverse isole giacciono al largo della foce del fiume Tairua, in particolare l'isola Slipper a sud-est e le isole Alderman 20 chilometri verso est. Nel mezzo dell'estuario del Tairua, e collegato alla terraferma solamente da un tombolo sabbioso si trova il monte Paku, un vulcano estinto che si ritiene che abbia formato le isole Alderman.

### Clima
Tairua gode di un clima oceanico estremamente mite (Cfb secondo la classificazione dei climi di Köppen) senza alcun mese con una temperatura media superiore ai 20 °C o inferiore ai 10 °C.